# 恵那バイパス
恵那バイパス（えなバイパス）は、岐阜県恵那市長島町中野から恵那市大井町までの国道19号のバイパス。全長4.47kmで、恵那市街地を南に迂回する道路。恵那市正家交差点から東は国道257号が重複している。

## 概要
昭和40年代、交通量の増加による国道19号恵那市街地の渋滞の解消のため計画、暫定2車線で開通している。現在4車線化の整備が行われている。
恵那バイパスの開通により、市街地南部が開発され、商工業が大きく発展した。

## 沿革
- 1968年（昭和43年）：事業着手
- 1970年（昭和45年）：都市計画決定
- 1973年（昭和48年）：全線開通（暫定2車線）

## 区間
- 始点：恵那市長島町中野
- 終点：恵那市大井町

## 接続する道路
- 岐阜県道66号多治見恵那線（恵那市長島町永田、恵那インターチェンジ - 中央自動車道方面）
  - 立体交差にて接続
- 国道257号・恵那市岩村町方面、岐阜県道415号恵那停車場線（恵那市長島町中野、正家交差点）
- 岐阜県道407号阿木大井線（恵那市長島町正家、宮ノ前交差点）
- 岐阜県道68号恵那白川線（恵那市大井町）

## 主な橋
- 恵那大橋（阿木川）[1]

## 周辺
- 恵那市役所